# Jean-Marc Stébé
Jean-Marc Stébé est un sociologue français né le 12 octobre 1956. Il travaille sur la ville et ses problématiques. 

## Études
Après l'obtention en 1993 d'un Doctorat en sociologie portant sur l'évaluation des politiques de la ville, Jean-Marc Stébé soutient en 2000 une Habilitation à diriger des recherches en sociologie à l'université Nancy 2. Il est aujourd'hui professeur émérite de l'Université de Lorraine et membre du Laboratoire Territoires, Travail, Âge et Santé (TETRAS).

## Recherches
Après avoir centré ses recherches sur le logement social dégradé et les banlieues sensibles, Jean-Marc Stébé s'intéresse aux phénomènes de division sociale et de séparatisme spatial dans un contexte d'urbanisation mondialisée exacerbant les inégalités. Dans ce sens, il participe à la conceptualisation des processus de ghettoïsation, de gentrification, de relégation et de périurbanisation, observé dans la plupart des villes du monde.
Parallèlement, Jean-Marc Stébé concentre son attention sur les territoires périurbains. 
Enfin, Jean-Marc Stébé s'applique à rendre visibles les catégories qui président à l'imagination, à l'invention et à la construction des villes. À cet égard, il étudie les différentes utopies passées et actuelles (cité-jardin, cité radieuse...), les modèles de ville (ville diffuse, ville fonctionnelle, ville linéaire, ville durable, ville intelligente...), les expériences historiques (cités ouvrières, cités patronales, Phalanstère...), et les cadres cognitifs des politiques relatives à la création, à l'édification et à la transformation de la ville.

## Publications

### Monographies
- Le pavillon, une passion française, Paris, PUF, 2023 (éd. avec Hervé Marchal).
- Introduction à la sociologie urbaine, Paris, Armand Colin, 2019 (éd. avec Hervé Marchal).
- Territoires au pluriel, identités au singulier, Paris, L'Harmattan, 2019 (éd. avec Hervé Marchal).
- La France périurbaine, Paris, PUF, 2018 ; 2e éd. revue et corrigée en 2021 (avec Hervé Marchal).
- Idées reçues sur le logement social, Paris, Le Cavalier Bleu, 2016 (avec Marc Bertier et Hervé Marchal).
- Les lieux des banlieues. De Paris à Nancy, de Mumbaï à Los Angeles, Paris, Le Cavalier Bleu, 2012 (avec Hervé Marchal).
- Les grandes questions sur la ville et l'urbain, Paris, PUF, 2011 ; 2e éd. revue et corrigée en 2014 (avec Hervé Marchal).
- Qu'est-ce qu'une utopie ?, Paris, J. Vrin, 2011.
- Sociologie urbaine, Paris, Armand Colin, 2010 (avec Hervé Marchal).
- La ville au risque du ghetto, Paris, Lavoisier, 2010 (avec Hervé Marchal).
- Mythologie des cités-ghettos, Paris, Le Cavalier bleu, 2009 (avec Hervé Marchal).
- Traité sur la ville, Paris, PUF, 2009 (éd. avec Hervé Marchal).
- Penser la médiation, Paris L'Harmattan, 2008 (éd. avec Fathi Ben Mrad et Hervé Marchal).
- La ville : Territoires, logiques, défis, Paris, Ellipses, 2008 (avec Hervé Marchal).
- Risques et enjeux de l'interaction sociale, Paris, Lavoisier, 2008.
- La sociologie urbaine, Paris, PUF, 2007 ; 8e éd. revue et corrigée en 2024 (avec Hervé Marchal).
- La médiation dans les banlieues sensibles, Paris, PUF, 2005.
- Les gardiens d'immeubles au cœur de la ville. Figures, métamorphoses et représentations, Bruxelles, De Boeck Université, 2002 (avec Pierre Sudant).
- Architecture, urbanistique et société. Idéologies et représentations dans le monde urbain, Paris, L'Harmattan, 2001 (avec Alexandre Mathieu-Fritz).
- La crise des banlieues. Sociologie des quartiers sensibles, Paris, PUF, 1999 ; 4e éd. revue et corrigée en 2010.
- Le logement social en France, Paris, PUF, 1998 ; 10e éd. revue et corrigée en 2025.
- La réhabilitation de l'habitat social en France, Paris, PUF, 1995.

### Articles récents
- "Les relations centre-périphérie au prisme des sciences humaines et sociales. Controverses abondantes et réflexions fécondes", Revue des sciences sociales, n°71 - 2024/1, p.6-17 (avec E. Martin).
- "Un dispositif innovant de résorption d'un bidonville", Territoires contemporains, [En ligne], vol.19 - 2023/2, mis en ligne le 4 mai 2023 (avec E. Martin).
- "Des définitions de la ville", Constructif, n°63/3, novembre 2022, p.12-16.
- "L'INSEE et ses zonages : au-delà de l'opposition urbain-rural", Constructif, n°60/3, 2021, p.22-26.
- "L'essor des biens communs. Une analyse pluridisciplinaire des  communs - Introduction", Territoires contemporains, [En ligne], vol.15 - 2021/2, mis en ligne le 1er septembre 2021 (avec H. Marchal).
- "Les chercheurs en sciences humaines et sociales et les communs : définitions protéiformes et controverses abondantes", Territoires contemporains, [En ligne], vol.15 - 2021/2, mis en ligne le 1er septembre 2021 (avec H. Marchal).
- "Introduction - Sociologie des nouvelles marges urbaines", Revue de l'Institut de sociologie de l'Université de Bruxelles, vol. 90, 2020, p. 7-18 (avec E. Martin et H. Marchal).
- "La périphérie du périurbain. Une approche socio-géographique de l'éloignement", Revue de l'Institut de sociologie de l'Université de Bruxelles, vol. 90, 2020, p. 119-133 (avec H. Marchal).
- "La maison individuelle, un modèle d'habiter bien français", Espace populations sociétés, [En ligne], 2020/3-2021/1, mis en ligne le 21 janvier 2021.
- "Quand les tours font le bonheur des uns et le malheur des autres", Espace populations sociétés, [En ligne], 2020/3-2021/1, mis en ligne le 21 janvier 2021 (avec E. Martin).
- "La préférence française pour le pavillon", Constructif, n° 57/3, novembre 2020, p.25-28.
- "De la ville classique à la “société urbaine”", L'ENA hors les murs, numéro Hors Série, Juillet-Août, 2020, p.15-18.
- "Quel devenir pour un bidonville en résorption sur site ?", Urbanisme, n° 417, 2020, p.16-19 (avec Elsa Martin et Jean-Baptiste Daubeuf).
- "Face aux villes : les villages prennent leur revanche", Espace populations sociétés, mis en ligne le 15 juin 2020.
- "Accéder à la propriété dans le périurbain éloigné : après l'enthousiasme, les désillusions", Espace populations sociétés, mis en ligne le 28 janvier 2020 (avec Hervé Marchal).